# Tiberiu Soare

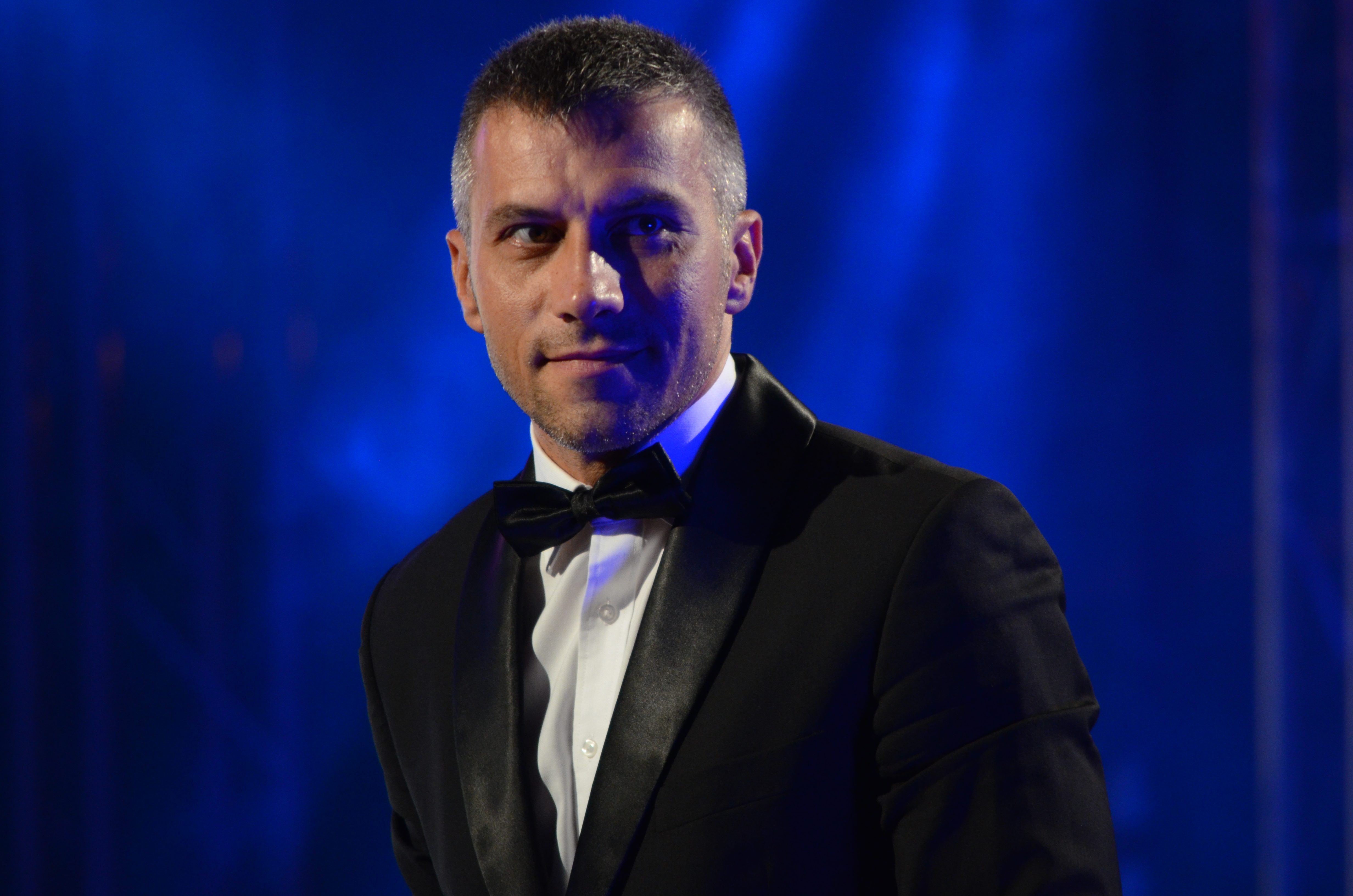
Tiberiu Soare (august 2014)

Tiberiu Soare (n. 3 ianuarie 1977, București) este un dirijor român.

## Biografie
Născut la București în 1977, Tiberiu Soare a urmat cursurile Liceului Militar de Muzică "Iacob Mureșianu" din București, pe care le-a absolvit în anul 1995, ca șef de promoție.
Este absolvent a două dintre facultățile Universității Naționale de Muzică din București, cea de dirijat de orchestră, la clasa profesorilor Ludovic Bács și Petru Andriesei, precum și cea de interpretare muzicală (tubă), la clasa conf. univ. Ion Popescu. 
S-a perfecționat apoi în cadrul Studiilor aprofundate – stilistică dirijorală cu Horia Andreescu și a urmat cursuri de măiestrie susținute de dirijorii Alain Paris și Adrian Sunshine. Preocupat permanent de îmbogățirea cunoștințelor muzicale, Tiberiu Soare a participat și la cursul de compoziție predat de Dan Dediu la aceeași Universitate.
Tânărul artist își desfășoară activitatea muzicală ca dirijor din 1999, aparițiile sale în fața publicului obținând, pe lângă aplauze, aprecierea unanimă a criticilor de specialitate și a colaboratorilor. A dirijat, de la începutul carierei, orchestrele Filarmonicilor și Operelor din Iași, Cluj, Târgu-Mureș, Brașov, Timișoara, Craiova, Satu Mare, Ploiești, Constanța, Bacău, Botoșani, Orchestra de Cameră Radio și Orchestra Națională Radio.
Între 2002 și 2006 a activat ca profesor asociat la Universitatea Națională de Muzică din București – secțiile de muzică de cameră și operă. In prezent este Conferentiar Universitar Doctor al U.N.M.B.
În 2004 Tiberiu Soare a semnat conducerea muzicală a premierei românești a operei Münchausen de Dan Dediu, la pupitrul ansamblului de muzică contemporană Profil, al cărui dirijor este de la înființarea acestuia, în 2002. Cu același ansamblu și-a făcut și debutul în cadrul Festivalului Internațional „George Enescu” (ediția 2005), urmat de 2 CD-uri cu muzică contemporană românească.
Între 2005 și 2013 a fost dirijor al Operei Naționale București, unde a debutat cu baletul Spărgătorul de nuci de P.I. Ceaikovski. În aceeași calitate a semnat, printre altele, conducerea muzicală a tragediei lirice "Oedip" de George Enescu în cadrul ediției din 2011 a Festivalului Internațional "George Enescu". 
Între 2012 și 2015 a deținut funcția de Dirijor Principal al Orchestrelor și Corurilor Radio România. Deși domeniul său predilect de activitate îl constituie interpretarea muzicii culte, tânărul dirijor s-a remarcat mai ales prin fervoarea cu care susține coexistența tuturor genurilor muzicale în universul cultural al oricărui meloman. El este de părere că granițele de ordin temporal și conceptual nu ar trebui să existe în muzică.
Din ianuarie 2007 până în mai 2008 Tiberiu Soare a fost primul coordonator al Studioului Experimental de Operă și Balet „Ludovic Spiess” înființat în cadrul Operei Naționale București.
În data de 25 martie 2015 Casa Regală a României i-a conferit lui Tiberiu Soare Ordinul Coroana României în Grad de Cavaler, în cadrul unei ceremonii desfășurate la Palatul Peleș. In prezent detine titlul de Ofițer al Ordinului Coroana României.
La începutul stagiunii 2020-2021, Soare a fost numit dirijor principal al Orchestrei Filarmonici Sibiu.
În 26 martie 2021, managerul interimar al Operei Naționale București, Daniel Jinga, l-a numit pe Tiberiu Soare în funcția de director artistic.

### Activitate internațională:
În 11 septembrie 2010 Tiberiu Soare a 
fost invitat să dirijeze primul său concert la pupitrul London 
Philharmonic Orchestra alături de soprana Angela Gheorghiu
A urmat o serie de apariții alături de Suedwestfallischen Philarmonie 
în sala Filarmonicii din Essen (Germania) și Filarmonica “George Enescu” la Muscat, capitala Sultanatului Oman. În stagiunea 2012-2013 a fost deja invitat să dirijeze la Salle Pleyel (Paris) un concert cu 
Orchestre National de l’Ile de France. În ultimii ani a mai susținut concerte la pupitrul Royal Philharmonic Orchestra (pe scena Royal Festival Hall din Londra), Rheinpfalz Philharmonie Orchester (Festpielhaus Baden-Baden), 
Radio Symphony Praga (Sala Rudolfinum), Volksoper Viena (Stephanien Saal, Graz), Filarmonica din Atena (Sala Megaron), Kammer Ensemble N (Stockholm), Filarmonica din Sofia (Bulgaria), Orchestra de Camera Musica Vitae din Suedia, Orchestre Suisse-Romande (Geneva), precum și  Sudwest Rundfunk Orchestra (Theatre de Champs-Elysees din Paris și Concert Gebouw din Amsterdam).

## Proiecte
- FUNDAȚIA CALEA VICTORIEI

Tiberiu Soare este colaborator de nădejde al Fundației Calea Victoriei din
anul 2008 (este unul dintre primii lectori ai fundației, alături de dl 
Neagu Djuvara, Petre Guran, Mihail Neamțu, Ștefan Vianu și alții).
În 2008 – 2009 a susținut cursul în 10 ședințe CUM SĂ ASCULTĂM MUZICA, care s-a dovedit a fi un mare succes, făcând salonul fundației neîncăpător.
În anul 2010 și 2011 a continuat să susțină conferințe în cadrul fundației pe diferite teme muzicale.
În anul 2012 a lansat seria de conferințe interactive, inițiate de fundație și găzduite de Opera Națională din București: PENTRU CE MERGEM LA OPERĂ?, proiect care s-a bucurat de o mare popularitate.
În martie 2014 lansează împreună cu Fundația Calea Victoriei cartea “Pentru ce mergem la Operă?“,
ce cuprinde transcrierea (suportul de curs) al conferințelor din 
2012-2013. Fondurile rezultate din acest proiect sunt direcționate către
susținerea bursierilor (a tinerilor care participă gratuit) la 
cursurile umaniste ale fundație, precum și pentru realizarea proiectelor
muzicale pentru tineri din cadrul FCV.
- MOZART ROCKS

A dirijat primul concert “Mozart ROCKS” 
din București, la Sala Radio (2008) și concertul “Mozart ROCKS 2009” de 
la Sala Palatului (2009). Un an mai târziu, dirijează Orchestra 
Filarmonicii “George Enescu” în cadrul evenimentului “Mozart ROCKS 
2010” iar în 2011 concertul organizat cu ocazia Zilele orașului Bistrița. La invitația 
primăriei Alba-Iulia, dirijează concertul "Mozart ROCKS" de Ziua Națională în 
2011 iar în anul 2012, concertul de la Sankt Petersburg, în cadrul Zilelor 
Culturii Româno-Ruse.

## Distincții
În 2003 a obținut Premiul Criticii Muzicale pentru aportul său în cadrul proiectului Traviata-150.
În 2006 revista Actualitatea muzicală i-a decernat premiul pentru cea mai convingătoare prestație a unui tânăr interpret în urma activității sale din stagiunea precedentă. Tot în 2006 fundația „Anonimul” l-a desemnat ca reprezentant al domeniului muzical la secțiunea tineri artiști pentru finala marilor premii Prometeus.
În 2011 dirijorului i-a fost acordat 
Premiul Uniunii Artiștilor Interpreți din România în urma realizării 
premierei spectacolului “Oedip” de George Enescu la pupitrul Operei 
Naționale București în cadrul Festivalului Internațional “George Enescu”, ediția 2011.
În 2012, primește Premiul de Excelență din partea Fundației Calea Victoriei,
premiu acordat celor mai de seamă lectori ai fundației (Georgeta 
Filitti, Adina Nanu, Neagu Djuvara, Vintilă Mihăilescu, Andrei Pleșu).
În martie 2013, îi este oferit Premiul pentru Muzică în cadrul celei de-a XIII-a ediții a Galei Premiilor Radio România Cultural.
În iunie 2013, proiectul “Pentru ce mergem la Operă?”, gândit de Fundația Calea Victoriei împreună cu Tiberiu Soare, este premiat în cadrul Galei Societății Civile 2013, secțiunea “Artă și cultură”.

## Discografie
„Romance” – Orchestra Națională Radio, Tiberiu Soare, Ruxandra Donose (2014)
George Enescu- Simfonia a II-a op. 17 în La major – Orchestra Națională Radio, Tiberiu Soare (2013)
„O, ce veste minunată! – Colinde românești”
– Angela Gheorghiu, alături de Orchestra Națională Radio (dirijor 
Tiberiu Soare), Corul Național de Cameră Madrigal (dirijor Virgil 
Popescu) și Corul Accoustic (dirijor Daniel Jinga) (2013)
Schumann & Liszt – Ophelie Gaillard, Delphine Bardin, Tiberiu Soare (2012)